# Wilhelm Georg Weber
Wilhelm Georg Weber (* 24. Juli 1883 in Darmstadt; † 12. Oktober 1952 in Münster) war ein deutscher Jurist und Politiker.

## Leben
Als Sohn eines großherzoglichen Expeditors geboren, studierte Weber nach dem Besuch des Gymnasiums in Darmstadt Rechtswissenschaften und Nationalökonomie in Heidelberg und Gießen. Während seines Studiums wurde er 1901 Mitglied der Burschenschaft Germania Gießen. Nach seinen Examen 1906 und 1910 wurde er Regierungsassessor im Großherzoglich-Hessischen Innenministerium in Darmstadt und war dann bis 1912 als Magistratsassessor in Höchst am Main tätig. Von 1912 bis 1913 war er Vorsteher des Versicherungsamtes der Stadt Coburg. 1912 wurde er in Oberstein an der Nahe zum Bürgermeister gewählt, 1915 in Sondershausen. Von 1916 bis 1919 war er Abgeordneter im Schwarzburg-Sondershäuser Landtag. 1917 erhielt er das Prädikat Oberbürgermeister. 1920 wurde er kommissarischer Leiter des Finanzamts Hanau, kurz darauf als Regierungsrat dessen bestellter Vorsteher. Von 1920 bis 1934 war er Vorsteher des Finanzamts Frankfurt am Main II. 1922 wurde er Oberregierungsrat. Von 1934 bis 1946 war er Regierungsdirektor beim Oberfinanzpräsidenten Westfalen bzw. der Oberfinanzdirektion Münster. Dort leitete er 1945 kommissarisch die Steuerabteilung und wurde 1946 Finanzpräsident und Leiter der Abteilung für Besitz- und Verkehrssteuern bei der Oberfinanzdirektion Münster. 1950 ging er in den Ruhestand.

## Ehrungen
- 1916: Friedrich-August-Kreuz, 2. Klasse
- 1917: Verdienstkreuz für Kriegshilfe